# Ивановка (Родинский район)
Ивановка — исчезнувший посёлок в Родинском районе Алтайском крае. Располагался на территории современного Раздольненского сельсовета. Упразднён в 1950-е годы.

## География
Располагался в 11 км к северо-западу от села Раздольное.

## История
Основан в 1908 году. В 1928 году деревня Ивановка состояла из 85 хозяйств. Центр Ивановского сельсовета Родинского района Славгородского округа Сибирского края.
В селе проживали жители до осени 1964 года. Последние переехали в соседнее село Разумовка. В 2014 г. бывшими жителями и их потомками установлен памятный знак на территории сельского погоста.

## Население
По переписи 1926 г. в деревне проживало 433 человека (204 мужчины и 229 женщин), основное население — белорусы.